# Aechmea manzanaresiana
Aechmea manzanaresiana är en gräsväxtart som beskrevs av Hans Edmund Luther. Aechmea manzanaresiana ingår i släktet Aechmea och familjen Bromeliaceae. Inga underarter finns listade i Catalogue of Life.